# Liga Turca de Basquetebol
| 1º Nível |  | BSL  |
| 2º Nível |  | TBL  |
| 3º Nível |  | TB2L |
| 4º Nível |  | EBBL |

A Liga Turca de Basquetebol (turco: Basketbol Süper Ligi)) é a principal liga profissional de basquetebol masculino na Turquia,  possui três divisões, sendo que a primeira possui 16 equipes e as menores cada uma com 20 equipes.

## História

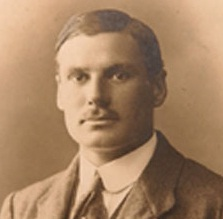
Ahmet Robenson foi o organizador da primeira competição de basquetebol da Turquia.

De acordo com registros oficiais na Turquia, o basquetebol foi jogado pela primeira vez em 1904 no  Robert College. Um professor de Educação Física estadunidense trouxe o esporte para a Turquia. Sete anos mais tarde, Ahmet Robenson, um professor do  Galatasaray High School decidiu introduzir um novo jogo entre os estudantes em 1911. Robenson, que tornou-se mais tarde presidente do Galatasaray SK popularizou o esporte na Turquia.
Até o final de 1966, as competições de basquetebol eram locais e disputadas em grandes cidades como Istambul, Ancara e Esmirna. A Liga Nacional foi fundada em 1966 pela Federação Turca de Basquetebol, e começou na temporada 1966-67. A Segunda Divisão da Liga Turca foi fundada três anos mais tarde.

## A Competição
As dezesseis equipes se enfrentam em turno e returno em jogos todos-contra-todos sendo que ao término da temporada regular, os oito melhores classificados progridem para os playoffs. Os dois primeiros colocados da Segunda e Terceira Divisões são diretamente promovidos a divisão superior e os dois últimos disputam série classificatória com o terceiro e quarto colocados da divisão inferior dando direito ao vencedor de ser promovido ou de permanecer na atual divisão..

## Clubes Participantes 2024-25
|  | Clube                       | Localização | Arena                              |
|  | --------------------------- | ----------- | ---------------------------------- |
|  | Aliağa Petkim Spor          | Esmirna     | Aliağa Belediyesi ENKA Spor Salonu |
|  | Anadolu Efes Istambul       | Istambul    | Abdi İpekçi Arena                  |
|  | Bahçeşehir Koleji           | Istambul    | Akatlar Arena                      |
|  | Beşiktaş Fibabanka          | Istambul    | Akatlar Arena                      |
|  | Bursaspor Yörsan            | Bursa       | Ginásio Esportivo Bursa Ataturk    |
|  | Darüşşafaka Lassa           | Istambul    | Ayhan Şahenk Arena                 |
|  | Fenerbahçe BEKO             | Istambul    | Ülker Sports Arena                 |
|  | Galatasaray                 | Istambul    | Abdi İpekçi Arena                  |
|  | Karşıyaka                   | Esmirna     | Karşıyaka Arena                    |
|  | Manisa Basket               | Manisa      | Ginásio Esportivo Muradiye         |
|  | Mersin Sport                | Mersim      | Servet Tazegül Spor Salonu         |
|  | Onvo Büyükçekmece Basketbol | Istambul    | Gazanfer Bilge Sport Hall          |
|  | Tofaş                       | Bursa       | Tofaş Nilüfer Spor Salonu          |
|  | Türk Telekom                | Ancara      | Ankara Arena                       |
|  | SEMT77 Yalovaspor           | Yalova      | Yıl Spor Salonu                    |
|  | Yukatel Denizli Basket      | Denizli     | Pamukkale University Arena         |

Fonte: tbf.org.tr
|  |                                                      |
|  | Promovidos da TB2L na temporada anterior             |
|  | Atual campeão da Liga Turca de Basquetebol (2023-24) |
|  | Atual campeão da Copa da Turquia (2024)              |
|  | Atual campeão da Supercopa (Presidential Cup) (2024) |

## Títulos por Clubes
| Clube        | Títulos | Temporadas |
| ------------ | ------- | --- |
| Anadolu Efes | 16      | 1979, 1983, 1984, 1992, 1993, 1994, 1996, 1997, 2002, 2003, 2004, 2005, 2009, 2010, 2012, 2015, 2016, 2019, 2021, 2023 |
| Fenerbahçe   | 15      | 1990–91, 2006–07, 2007–08, 2009–10, 2010–11, 2013–14, 2015–16, 2016–17, 2017–18, 2021–22, 2024, 2025                   |
| Eczacıbaşı   | 8       | 1976, 1977, 1978, 1980, 1981, 1982, 1988, 1989                                                                         |
| İTÜ          | 5       | 1968, 1970, 1971, 1972, 1973                                                                                           |
| Galatasaray  | 5       | 1969, 1985, 1986, 1990, 2013                                                                                           |
| Ülker        | 4       | 1995, 1998, 2001, 2006                                                                                                 |
| Tofaş        | 2       | 1999, 2000 |
| Beşiktaş     | 2       | 1975, 2012 |
| Karşıyaka    | 2       | 1987, 2015 |
| Altınordu    | 1       | 1967 |
| Muhafızgücü  | 1       | 1974 |

## Lista de Campeões

### Era Pré-playoffs
| temporada | Campeão     | Finalista   |
| --------- | ----------- | ----------- |
| 1966–67   | Altınordu   | Galatasaray |
| 1967–68   | İTÜ         | Fenerbahçe  |
| 1968–69   | Galatasaray | İTÜ         |
| 1969–70   | İTÜ         | Fenerbahçe  |
| 1970–71   | İTÜ         | Fenerbahçe  |
| 1971–72   | İTÜ         | Beşiktaş    |
| 1972–73   | İTÜ         | Şekerspor   |
| 1973–74   | Muhafızgücü | Şekerspor   |
| 1974–75   | Beşiktaş    | Galatasaray |
| 1975–76   | Eczacıbaşı  | Beşiktaş    |
| 1976–77   | Eczacıbaşı  | Beşiktaş    |
| 1977–78   | Eczacıbaşı  | Tofaş       |
| 1978–79   | Efes Pilsen | Eczacıbaşı  |
| 1979–80   | Eczacıbaşı  | Efes Pilsen |
| 1980–81   | Eczacıbaşı  | Beşiktaş    |
| 1981–82   | Eczacıbaşı  | Beşiktaş    |
| 1982–83   | Efes Pilsen | Fenerbahçe  |

### Era Playoffs
| Temporada | Finalizando em casa                                                    | Resultado                                                              | Finalizando fora de casa                                               | Líder da Temporada Regular                                             | Campanha                                                               |
| --------- | ---------------------------------------------------------------------- | ---------------------------------------------------------------------- | ---------------------------------------------------------------------- | ---------------------------------------------------------------------- | ---------------------------------------------------------------------- |
| 1983–84   | Efes Pilsen                                                            | 2–1                                                                    | Karşıyaka                                                              | Eczacıbaşı                                                             | 18–4                                                                   |
| 1984–85   | Fenerbahçe                                                             | 1–2                                                                    | Galatasaray                                                            | Fenerbahçe                                                             | 20–2                                                                   |
| 1985–86   | Efes Pilsen                                                            | 1–2                                                                    | Galatasaray                                                            | Efes Pilsen                                                            | 16–5                                                                   |
| 1986–87   | Karşıyaka                                                              | 2–1                                                                    | Galatasaray                                                            | Beşiktaş                                                               | 15–7                                                                   |
| 1987–88   | Çukurova Sanayi                                                        | 1–3                                                                    | Eczacıbaşı                                                             | Fenerbahçe                                                             | 17–5                                                                   |
| 1988–89   | Eczacıbaşı                                                             | 3–1                                                                    | Çukurova Sanayi                                                        | Eczacıbaşı                                                             | 14–7                                                                   |
| 1989–90   | Galatasaray                                                            | 3–1                                                                    | Paşabahçe                                                              | Fenerbahçe                                                             | 19–3                                                                   |
| 1990–91   | Fenerbahçe                                                             | 3–2                                                                    | Tofaş SAS                                                              | Fenerbahçe                                                             | 20–2                                                                   |
| 1991–92   | Paşabahçe                                                              | 1–3                                                                    | Efes Pilsen                                                            | Fenerbahçe                                                             | 23–3                                                                   |
| 1992–93   | Efes Pilsen                                                            | 4–0                                                                    | Fenerbahçe                                                             | Efes Pilsen                                                            | 30–0                                                                   |
| 1993–94   | Efes Pilsen                                                            | 4–2                                                                    | Ülker                                                                  | PTT                                                                    | 27–3                                                                   |
| 1994–95   | Ülker                                                                  | 4–2                                                                    | Fenerbahçe                                                             | Efes Pilsen                                                            | 28–2                                                                   |
| 1995–96   | Efes Pilsen                                                            | 4–0                                                                    | Ülker                                                                  | Efes Pilsen                                                            | 28–2                                                                   |
| 1996–97   | Efes Pilsen                                                            | 4–1                                                                    | Türk Telekom PTT                                                       | Efes Pilsen                                                            | 27–3                                                                   |
| 1997–98   | Efes Pilsen                                                            | 2–4                                                                    | Ülker                                                                  | Efes Pilsen                                                            | 26–4                                                                   |
| 1998–99   | Tofaş                                                                  | 4–2                                                                    | Efes Pilsen                                                            | Tofaş                                                                  | 23–5                                                                   |
| 1999–00   | Efes Pilsen                                                            | 1–4                                                                    | Tofaş                                                                  | Efes Pilsen                                                            | 21–5                                                                   |
| 2000–01   | Ülker                                                                  | 4–2                                                                    | Efes Pilsen                                                            | Ülker                                                                  | 22–4                                                                   |
| 2001–02   | Efes Pilsen                                                            | 4–2                                                                    | Ülker                                                                  | Efes Pilsen                                                            | 20–2                                                                   |
| 2002–03   | Ülker                                                                  | 3–4                                                                    | Efes Pilsen                                                            | Ülker                                                                  | 25–1                                                                   |
| 2003–04   | Efes Pilsen                                                            | 4–2                                                                    | Ülker                                                                  | Efes Pilsen                                                            | 22–4                                                                   |
| 2004–05   | Efes Pilsen                                                            | 4–1                                                                    | Beşiktaş                                                               | Efes Pilsen                                                            | 24–2                                                                   |
| 2005–06   | Ülker                                                                  | 4–0                                                                    | Efes Pilsen                                                            | Ülker                                                                  | 25–5                                                                   |
| 2006–07   | Fenerbahçe Ülker                                                       | 4–0                                                                    | Efes Pilsen                                                            | Fenerbahçe Ülker                                                       | 28–2                                                                   |
| 2007–08   | Fenerbahçe Ülker                                                       | 4–1                                                                    | Türk Telekom                                                           | Beşiktaş Cola Turka                                                    | 24–6                                                                   |
| 2008–09   | Efes Pilsen                                                            | 4–2                                                                    | Fenerbahçe Ülker                                                       | Efes Pilsen                                                            | 28–2                                                                   |
| 2009–10   | Efes Pilsen                                                            | 2–4                                                                    | Fenerbahçe Ülker                                                       | Efes Pilsen                                                            | 27–3                                                                   |
| 2010–11   | Fenerbahçe Ülker                                                       | 4–2                                                                    | Galatasaray                                                            | Fenerbahçe Ülker                                                       | 27–3                                                                   |
| 2011–12   | Anadolu Efes                                                           | 2–4                                                                    | Beşiktaş Milangaz                                                      | Galatasaray Medical Park                                               | 25–5                                                                   |
| 2012–13   | Galatasaray Medical Park                                               | 4–1                                                                    | Banvit                                                                 | Galatasaray Medical Park                                               | 27–3                                                                   |
| 2013–14   | Fenerbahçe Ülker                                                       | 4–3                                                                    | Galatasaray Liv Hospital                                               | Banvit                                                                 | 28–2                                                                   |
| 2014–15   | Anadolu Efes                                                           | 1–4                                                                    | Pınar Karşıyaka                                                        | Fenerbahçe Ülker                                                       | 23–7                                                                   |
| 2015–16   | Anadolu Efes                                                           | 2–4                                                                    | Fenerbahçe                                                             | Anadolu Efes                                                           | 24–6                                                                   |
| 2016–17   | Fenerbahçe                                                             | 4–0                                                                    | Beşiktaş                                                               | Fenerbahçe                                                             | 28–2                                                                   |
| 2017-18   | Fenerbahçe                                                             | 4-1                                                                    | Tofaş SK                                                               | Fenerbahçe                                                             | 27–3                                                                   |
| 2018-19   | Anadolu Efes                                                           | 4-3                                                                    | Fenerbahçe Beko                                                        | Anadolu Efes                                                           | 25-3                                                                   |
| 2019-20   | Competição encerrada prematuramente em virtude da Pandemia de COVID-19 | Competição encerrada prematuramente em virtude da Pandemia de COVID-19 | Competição encerrada prematuramente em virtude da Pandemia de COVID-19 | Competição encerrada prematuramente em virtude da Pandemia de COVID-19 | Competição encerrada prematuramente em virtude da Pandemia de COVID-19 |
| 2020-21   | Anadolu Efes                                                           | 3-0                                                                    | Fenerbahçe BEKO                                                        | Anadolu Efes                                                           | 29-1                                                                   |
| 2021-22   | Fenerbahçe BEKO                                                        | 3-1                                                                    | Anadolu Efes                                                           | Fenerbahçe                                                             | 29-1                                                                   |
| 2022-23   | Anadolu Efes                                                           | 3-0                                                                    | Pınar Karşıyaka                                                        | Türk Telekom Ankara                                                    | 25-5                                                                   |
| 2023-24   | Fenerbahçe BEKO                                                        | 3-1                                                                    | Anadolu Efes                                                           | Anadolu Efes                                                           | 25-5                                                                   |
| 2024-25   | Fenerbahçe BEKO                                                        | 4-1                                                                    | Beşiktaş Fibabanka                                                     | Fenerbahçe                                                             | 27-3                                                                   |

## MVPS das Finais e Técnicos Campeões
| Temporada | MVP               | Técnico Campeão  |
| --------- | ----------------- | ---------------- |
| 1966–67   | Samim Göreç       |                  |
| 1967–68   | Mehmet Baturalp   |                  |
| 1968–69   | Petar Sinemov     |                  |
| 1969–70   | Mehmet Baturalp   |                  |
| 1970–71   | Şengün Kaplanoğlu |                  |
| 1971–72   | Samim Göreç       |                  |
| 1972–73   | Öner Şaylan       |                  |
| 1973–74   | Armağan Asena     |                  |
| 1974–75   | Cavit Altunay     |                  |
| 1975–76   | Aydan Siyavuş     |                  |
| 1976–77   | Aydan Siyavuş     |                  |
| 1977–78   | Aydan Siyavuş     |                  |
| 1978–79   | Faruk Akagün      |                  |
| 1979–80   | Aydan Siyavuş     |                  |
| 1980–81   | Aydan Siyavuş     |                  |
| 1981–82   | Aydan Siyavuş     |                  |
| 1982–83   | Rıza Erverdi      |                  |
| 1983–84   | Aydan Siyavuş     |                  |
| 1984–85   | Nur Germen        |                  |
| 1985–86   | Fehmi Sadıkoğlu   |                  |
| 1986–87   | Nadir Vekiloğlu   |                  |
| 1987–88   | Mehmet Baturalp   |                  |
| 1988–89   | Mehmet Baturalp   |                  |
| 1989–90   | Faruk Akagün      |                  |
| 1990–91   | Çetin Yılmaz      |                  |
| 1991–92   | Aydın Örs         |                  |
| 1992–93   | Aydın Örs         |                  |
| 1993–94   | Aydın Örs         |                  |
| 1994–95   | Çetin Yılmaz      |                  |
| 1995–96   | Aydın Örs         |                  |
| 1996–97   | Aydın Örs         |                  |
| 1997–98   | Çetin Yılmaz      |                  |
| 1998–99   | Jasmin Repeša     |                  |
| 1999–00   | Tolga Öngören     |                  |
| 2000–01   | Murat Didin       |                  |
| 2001–02   | Oktay Mahmuti     |                  |
| 2002–03   | Oktay Mahmuti     |                  |
| 2003–04   | Oktay Mahmuti     |                  |
| 2004–05   | Oktay Mahmuti     |                  |
| 2005–06   | Murat Özyer       |                  |
| 2006–07   | Aydın Örs         |                  |
| 2007–08   | Bogdan Tanjević   |                  |
| 2008–09   | Bootsy Thornton   | Ergin Ataman     |
| 2009–10   | Tarence Kinsey    | Ertuğrul Erdoğan |
| 2010–11   | Oğuz Savaş        | Neven Spahija    |
| 2011–12   | Carlos Arroyo     | Ergin Ataman     |
| 2012–13   | Jamont Gordon     | Ergin Ataman     |
| 2013–14   | Željko Obradović  |                  |
| 2014–15   | Bobby Dixon       | Ufuk Sarıca      |

## Outros Participantes
- Adana Demirspor (1973–1974, 1975–1976)
- Aliağa Petkimspor (2008-2014, antes do rebaixamento para a Segunda Liga por débitos pendentes)
- Altay (1967–1972, jogou como Egepen Altay em 2000–2001)
- Altınordu (1966–1973)
- Anadoluhisarı (1984–1985)
- Ankaragücü (1970–1975)
- Antalya Büyükşehir Belediyespor (2007-2013)
- Antbirlik (1981–1982, 1994–1996, 2000–2001)
- Bakırköyspor (1993–1994)
- Bandırma Kırmızı (2011-2012)
- Beslen Makarna (1986–1992, retirou-se ao fim da temporada 1991-92)
- Bornova Belediyespor (2009-2011)
- Büyük Kolej (2000–2006)
- Büyük Salat (1988-1988, desistiu após 7 jogos)
- Çukurova Sanayi (1981–1992)
- DSİ Spor (1966–1982, jogou como Suspor entre1966 e 1975)
- Eczacıbaşı (1974–1990, 1991–1992)
- Erdemirspor (2004-2006, 2008-2013)
- Göztepe (1968–1969, 2002–2003)
- Güney Sanayi (1980–1984)
- Hacettepe Üniversitesi (2011-2013)
- Hilalspor (1984–1986, 1987–1988)
- Jandarmagücü (1967–1969)
- İTÜ (1966–1978, 1979-1994, 1996–1998, 1999–2000, 2001–2006)
- Kadıköyspor (1966–1969, 1972–1975) (voltou como Efes Pilsen em 1976 e Anadolu Efes em 2011)
- Karagücü (1968–1970)
- Kepez Belediyespor (2007-2010)
- Konyaspor (1992–1993, 1996–2001)
- Kuşadasıspor (1998–1999)
- Kurtuluş (1966–1968)
- Mersin Büyükşehir Belediyespor (2005-2014)
- Meysuspor (1992–1993, 1994–1998)
- Modaspor (1968–1971)
- Muhafızgücü (1966–1976, 1977–1978, 1980–1983,)
- Muratpaşa Bld. (1993–1996, 1997–1999)
- Mülkiye (1980–1981)
- Nasaşspor (1986–1987, 1989–1993)
- Netaş (1995–1997)
- ODTÜ (1975–1977, 1980–1983)
- Olin Gençlik Edirne (2010–2014),
- Ortaköy (1992–1998,)
- Oyak Renaultspor (1982-1984, 1992-2000, 2001–2004, 2006-2011, dissolvido em 2013)
- Paşabahçe (1987–1992)
- Samsunspor (1973–1974)
- Selçuk Üniversitesi (2006-2009, 2013)
- Şekerspor (1966–1968, 1971–1983, 1986–1987)
- Taçspor (1978–1982, 1994–1995)
- Tarsus İdman Yurdu Erkutspor (1985–1986)
- Tekelspor (2002–2007)
- Tofaş (1976–1989, 1990–2000, 2003–2004, 2006–2007, 2009)
- TTNet Beykozspor (1988–1990, 2005–2008)
- Yenişehir (1976–1983, 1985–1986)
- Tuborg Pilsener (1995–2001, 2003–2006)
- Yıldırımspor (1992–1994)
- Ziraat Fakültesi (1977–1982, 1983–1984)